# إريك بريستو
اريك بريستو (بالإنجليزية: Eric Bristow)‏ هو لاعب دارت بريطاني، ولد في 25 أبريل 1957 في Metropolitan Borough of Hackney ‏ في المملكة المتحدة، وتوفي في 5 أبريل 2018 في ليفربول في المملكة المتحدة بسبب نوبة قلبية.

## وصلات خارجية
- اريك بريستو على موقع DartsDatabase.co.uk (الإنجليزية)
- اريك بريستو على موقع IMDb (الإنجليزية)
- اريك بريستو على موقع قاعدة بيانات الفيلم (الإنجليزية)